# Katy Tur

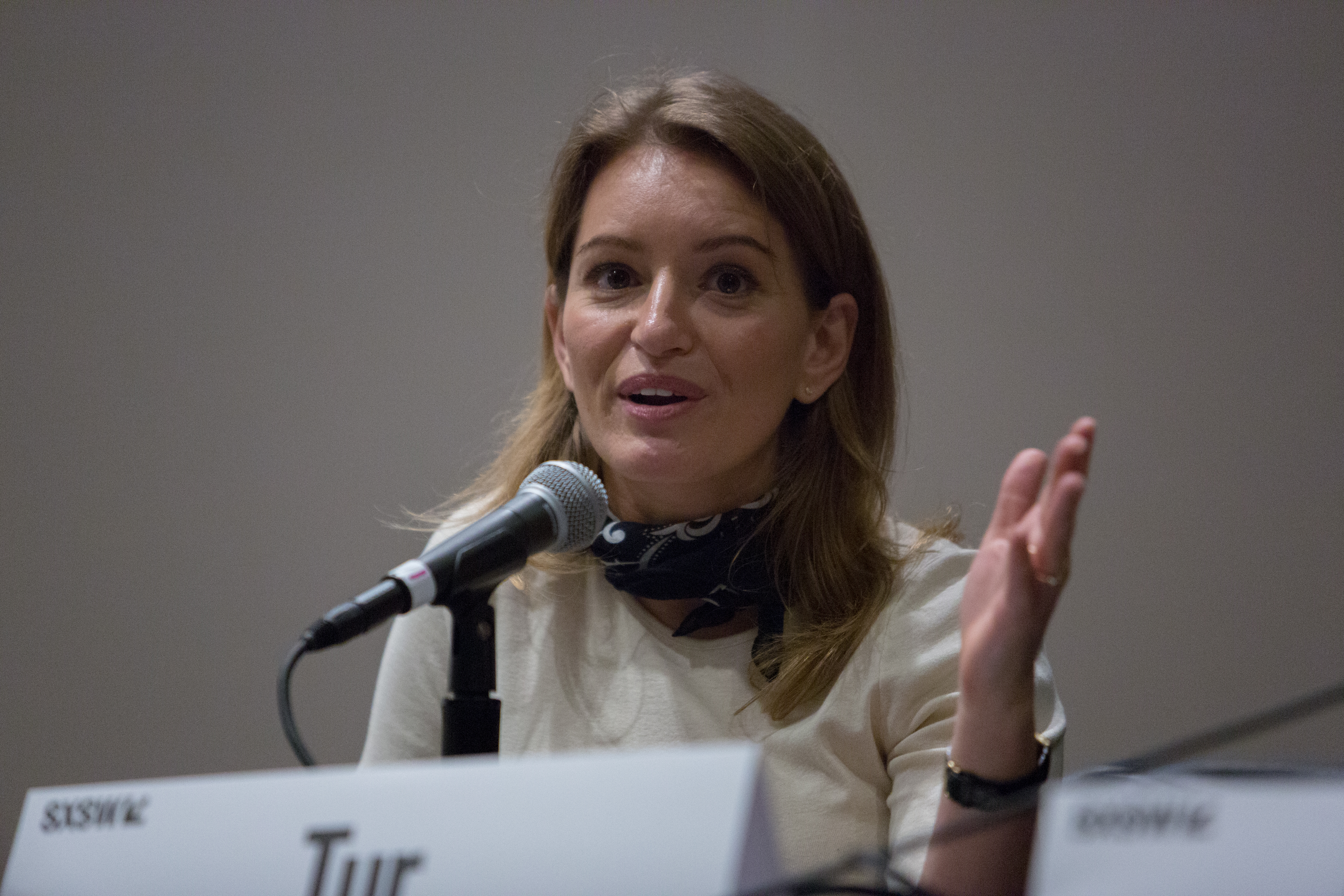
Katy Tur (2017)

Katherine Bear Tur (geboren am 26. Oktober 1983) ist eine US-amerikanische Autorin und Journalistin, die als Korrespondentin für NBC News arbeitet. Sie ist zudem Moderatorin für MSNBC, wo sie seit 2021 durch die Sendung Katy Tur Reports führt.

## Früheres Leben
Katy Tur ist die Tochter der Journalisten Zoey Tur und Marika Gerrard. Sie hat an der University of California, Santa Barbara (2005) studiert und mit einem Bachelor of Arts in Philosophie abgeschlossen.
Sie ist jüdischer Abstammung.

## Karriere
Zu Beginn ihrer Karriere berichtete Katy Tur für KTLA, HD News/Cablevision, News 12 Brooklyn, WPIX-TV und Fox 5 New York. Später arbeitete sie als Sturmjägerin für The Weather Channel im VORTEX2-Team des Senders.
2009 wechselte Tur zu NBCs Lokalsender in New York City, WNBC-TV, und stieg dann zum Flaggschiff NBC News auf nationaler Ebene auf.
Im selben Jahr wurde sie mit dem AP's Best Spot News Award für die Berichterstattung über den Kraneinsturz an der Upper East Side von Manhattan.
Sie war in den NBC-Sendungen Early Today, Today, NBC Nightly News, Meet the Press tätig.

### Korrespondentin für den Trump-Wahlkampf bei NBC
Tur war die eingebettete Reporterin von NBC News und MSNBC für den Präsidentschaftswahlkampf 2016 von Donald Trump. Als Reporterin wurde sie mit der Aufgabe betraut, die Trump-Kampagne über das Access-Hollywood-Tape zu informieren, das sich im Besitz des Senders befand. Darin waren Trumps Äußerungen über Frauen in einem Gespräch mit Billy Bush zu entnehmen.
Während seiner Wahlkampfveranstaltungen hat Trump Katy Tur mehrfach namentlich in seiner Kritik an der Presse hervorgehoben. Bei einer Veranstaltung in Florida wurde sie von Trump-Anhängern ausgebuht und laut CNN-Moderator Wolf Blitzer verbal belästigt. Laut Trumps Wahlkampfmanagerin Kellyanne Conway „hatte Trump es nicht böswillig gemeint“, und er wollte nicht, dass jemand sie angreift oder belästigt.
Für ihre Berichterstattung während der Kampagne erhielt sie im Jahr 2017 den Walter Cronkite Award for Excellence in Journalism. In der Pressemitteilung hob die Jury Tur's „Mut unter Druck“, ihre „völlige Geläufigkeit und Beherrschung“ der Themen und ihre Fähigkeit, diese „mühelos“ im Live-Fernsehen zu vermitteln, hervor.
In einem Artikel für Marie Claire reflektierte sie über diese Zeit und Trump’s Verhalten bei Wahlkampfveranstaltungen.
Im September 2017 veröffentlichte sie das Buch, Unbelievable: My Front-Row Seat to the Craziest Campaign in American History (dt.: Unglaublich: Mein Platz in der ersten Reihe im verrücktesten Wahlkampf der amerikanischen Geschichte), in dem sie ihre Erfahrungen in Zusammenhang mit Trumps Präsidentschaftswahlkampf 2016 schildert. Das Buch stand mehrere Wochen lang auf der Bestsellerliste der New York Times.

### Jüngste Stellungen
Tur ist seit 2021 zudem Moderatorin für MSNBC, wo sie die Sendung Katy Tur Reports führt.

## Privatleben
Von 2006 bis 2009 war Katy Tur mit dem damaligen MSNBC-Politkommentator und Sportmoderator Keith Olbermann liiert.
Am 27. Oktober 2017 heiratete sie Tony Dokoupil, einen Korrespondenten von CBS News.
Gemeinsam haben sie einen Sohn, der im April 2019, und eine Tochter, die im Mai 2021 geboren wurde.
Sie hat außerdem zwei Stiefkinder aus Dokoupils erster Ehe.

## Bibliographie
- Unbelievable: My Front Row Seat to the Craziest Campaign in American History (Dey Street, 2017)
- Rough Draft: A Memoir (Atria/One Signal Publishers, 2022)